# Sebők Vilmos
Sebők Vilmos (Budapest, 1973. június 13. –) magyar válogatott labdarúgó.

## Pályafutása

### Klubcsapatban
A ZTE-től fegyelmi gondok miatt kellett távoznia. A klub hivatalos közleménye szerint a gyenge  teljesítménye miatt került ki a csapatból. Az eset közvetlenül a Mainz ellen elszenvedett, 7–1-es vereség után történt, 2007 márciusában.
2007 decemberétől 2008 novemberéig a Diósgyőri VTK játékosa volt, ahol csapatkapitánnyá is megválasztották. Miskolcról családi problémák miatt távozott.
2009. február 19-én a Bács-Kiskun megyei labdarúgó első osztályban szereplő Ladánybenei FC-be igazolt, ahonnan azonban 2009 nyarán távozott.

### A válogatottban
Sebők Vilmos 1996-ban az atlantai olimpián az olimpiai csapatban játszott, ez nagy szót jelentett az akkor jelentősen meggyengült magyar labdarúgás sötét egén. Így részese volt a Nigériától elszenvedett 1-0-s
és a Brazília elleni 3-1-es vereségeknek. A Japán elleni, 3-2-es vereséggel végződő mérkőzést a kispadról nézte végig. 1996-ban alapemberré vált a nagyválogatottban, egészen 2002-ig.Később Bozsik Péter szavazott bizalmat neki, de már látszott rajta, hogy nem az a régi tűz ég benne, mint annak idején. Bizonyítja, hogy amíg régebben bátran rugdosta és értékesítette a 11-eseket, addig az Új-Zéland elleni meccsen kiharcolt büntetőt nem tudta értékesíteni és el is rontotta túlzott kapkodásával. A csapat máltai 2-1-es veresége után kikerült a csapatból és a fiatalítás jegyében Várhidi Péter nem is küldött neki behívót a csapatba. Azóta nem volt válogatott a védő, akinek gólt érő megmozdulásai voltak Grúzia, Liechtenstein, Jordánia és Azerbajdzsán ellen.

## Sikerei, díjai
- Magyar bajnok: 1997–1998
- Magyar bajnokság ezüstérmese: 1996–1997
- Magyar bajnokság bronzérmese: 2006–2007
- Magyar Kupa-döntős: 1998
- UEFA Európa Liga: (2024-)

## Statisztika

### Mérkőzései a válogatottban
| Magyarország | Magyarország        | Magyarország                       | Magyarország        | Magyarország | Magyarország            | Magyarország       | Magyarország | Magyarország               |
| #            | Dátum               | Helyszín                           | Hazai               | Eredmény     | Vendég                  | Kiírás             | Gólok        | Esemény                    |
| ------------ | ------------------- | ---------------------------------- | ------------------- | ------------ | ----------------------- | ------------------ | ------------ | -------------------------- |
| 1.           | 1996. április 10.   | Eszék                              | Horvátország        | 4 – 1        | Magyarország            | barátságos         | -            |                            |
| 2.           | 1996. április 24.   | Budapest, Népstadion               | Magyarország        | 0 – 2        | Ausztria                | barátságos         | -            | 74'                        |
| 3.           | 1996. május 18.     | London, Wembley Stadion            | Anglia              | 3 – 0        | Magyarország            | barátságos         | -            |                            |
| 4.           | 1996. június 1.     | Budapest, Népstadion               | Magyarország        | 0 – 2        | Olaszország             | barátságos         | -            | 80'                        |
|              | 1996. július 21.    | Orlando, Citrus Bowl (USA)         | Nigéria             | 1 – 0        | Magyarország            | olimpiai D csoport | -            |                            |
|              | 1996. július 23.    | Miami, Orange Bowl (USA)           | Brazília            | 3 – 1        | Magyarország            | olimpiai D csoport | -            | 1' 72′                     |
| 5.           | 1996. augusztus 14. | Siófok                             | Magyarország        | 3 – 1        | Egyesült Arab Emírségek | barátságos         | -            | 46'                        |
| 6.           | 1996. szeptember 1. | Budapest, Népstadion               | Magyarország        | 1 – 0        | Finnország              | vb-selejtező       | -            |                            |
| 7.           | 1996. október 9.    | Oslo                               | Norvégia            | 3 – 0        | Magyarország            | vb-selejtező       | -            |                            |
| 8.           | 1997. augusztus 6.  | Siófok                             | Magyarország        | 3 – 0        | Málta                   | barátságos         | 1            | 56' 57'                    |
| 9.           | 1997. szeptember 6. | Varsó                              | Lengyelország       | 1 – 0        | Magyarország            | barátságos         | -            | 46'                        |
| 10.          | 1997. október 11.   | Helsinki                           | Finnország          | 1 – 1        | Magyarország            | vb-selejtező       | -            |                            |
| 11.          | 1997. október 29.   | Budapest, Üllői úti Stadion        | Magyarország        | 1 – 7        | Jugoszlávia             | vb-selejtező       | -            |                            |
| 12.          | 1997. november 15.  | Belgrád                            | Jugoszlávia         | 5 – 0        | Magyarország            | vb-selejtező       | -            |                            |
| 13.          | 1998. március 25.   | Bécs, Ernst Happel Stadion         | Ausztria            | 2 – 3        | Magyarország            | barátságos         | -            |                            |
| 14.          | 1998. április 20.   | Teherán, Azadi Stadion             | Irán                | 0 – 2        | Magyarország            | LG-kupa            | -            |                            |
| 15.          | 1998. április 22.   | Teherán, Azadi Stadion (IRN)       | Macedónia           | 0 – 0        | Magyarország            | LG-kupa            | -            |                            |
| 16.          | 1998. május 27.     | Nyíregyháza, Városi Stadion        | Magyarország        | 1 – 0        | Litvánia                | barátságos         | -            |                            |
| 17.          | 1998. augusztus 19. | Zalaegerszeg, ZTE Stadion          | Magyarország        | 2 – 1        | Szlovénia               | barátságos         | 1            | 85' (11-esből)             |
| 18.          | 1998. október 10.   | Bakı, Tofik Bahramov Stadion       | Azerbajdzsán        | 0 – 4        | Magyarország            | Eb-selejtező       | -            | 65'                        |
| 19.          | 1998. október 14.   | Budapest, Népstadion               | Magyarország        | 1 – 1        | Románia                 | Eb-selejtező       | -            |                            |
| 20.          | 1998. november 18.  | Budapest, Üllői úti Stadion        | Magyarország        | 2 – 0        | Svájc                   | barátságos         | -            |                            |
| 21.          | 1999. március 10.   | Budapest, Üllői úti Stadion        | Magyarország        | 1 – 1        | Bosznia-Hercegovina     | barátságos         | -            |                            |
| 22.          | 1999. március 27.   | Budapest, Üllői úti Stadion        | Magyarország        | 5 – 0        | Liechtenstein           | Eb-selejtező       | 3            | 33' 41' 86' (11-esből)     |
| 23.          | 1999. március 31.   | Pozsony, Tekelné Pole Stadion      | Szlovákia           | 0 – 0        | Magyarország            | Eb-selejtező       | -            |                            |
| 24.          | 1999. április 28.   | Budapest, Népstadion               | Magyarország        | 1 – 1        | Anglia                  | barátságos         | -            |                            |
| 25.          | 1999. június 5.     | Bukarest, Steaua Stadion           | Románia             | 2 – 0        | Magyarország            | Eb-selejtező       | -            |                            |
| 26.          | 1999. június 9.     | Győr, Rába ETO Stadion             | Magyarország        | 0 – 1        | Szlovákia               | Eb-selejtező       | -            |                            |
| 27.          | 1999. augusztus 18. | Budapest, Üllői úti Stadion        | Magyarország        | 1 – 1        | Moldova                 | barátságos         | 1            | 39'                        |
| 28.          | 1999. szeptember 4. | Vaduz, Rheinpark Stadion           | Liechtenstein       | 0 – 0        | Magyarország            | Eb-selejtező       | -            |                            |
| 29.          | 1999. szeptember 8. | Budapest, Üllői úti Stadion        | Magyarország        | 3 – 0        | Azerbajdzsán            | Eb-selejtező       | 1            | 28'                        |
| 30.          | 2000. február 23.   | Budapest, Üllői úti Stadion        | Magyarország        | 0 – 3        | Ausztrália              | barátságos         | -            | 71'                        |
| 31.          | 2000. március 29.   | Debrecen, Oláh Gábor utcai stadion | Magyarország        | 0 – 0        | Lengyelország           | barátságos         | -            |                            |
| 32.          | 2000. április 26.   | Belfast, Windsor Park              | Észak-Írország      | 0 – 1        | Magyarország            | barátságos         | -            |                            |
| 33.          | 2000. május 31.     | Győr, Rába ETO Stadion             | Magyarország        | 2 – 2        | Szaúd-Arábia            | barátságos         | -            |                            |
| 34.          | 2000. június 3.     | Budapest, Fáy utcai Stadion        | Magyarország        | 2 – 1        | Izrael                  | barátságos         | -            |                            |
| 35.          | 2000. augusztus 16. | Budapest, Népstadion               | Magyarország        | 1 – 1        | Ausztria                | barátságos         | -            |                            |
| 36.          | 2000. szeptember 3. | Budapest, Népstadion               | Magyarország        | 2 – 2        | Olaszország             | vb-selejtező       | -            |                            |
| 37.          | 2000. október 11.   | Kaunas                             | Litvánia            | 1 – 6        | Magyarország            | vb-selejtező       | -            | 83'                        |
| 38.          | 2000. november 15.  | Szkopje                            | Macedónia           | 0 – 1        | Magyarország            | barátságos         | -            |                            |
| 39.          | 2001. február 28.   | Zenica                             | Bosznia-Hercegovina | 1 – 1        | Magyarország            | barátságos         | -            |                            |
| 40.          | 2001. március 7.    | Ammán                              | Jordánia            | 1 – 1        | Magyarország            | barátságos         | -            |                            |
| 41.          | 2001. március 24.   | Budapest, Népstadion               | Magyarország        | 1 – 1        | Litvánia                | vb-selejtező       | 1            | 70' (11-esből) 75' (öngól) |
| 42.          | 2001. április 25.   | Budapest, Üllői úti Stadion        | Magyarország        | 0 – 0        | Finnország              | barátságos         | -            |                            |
| 43.          | 2001. június 2.     | Bukarest                           | Románia             | 2 – 0        | Magyarország            | vb-selejtező       | -            |                            |
| 44.          | 2001. június 6.     | Budapest, Népstadion               | Magyarország        | 4 – 1        | Grúzia                  | vb-selejtező       | 1            | 45' (11-esből)             |
| 45.          | 2001. augusztus 15. | Budapest, Népstadion               | Magyarország        | 2 – 5        | Németország             | barátságos         | -            |                            |
| 46.          | 2001. szeptember 1. | Tbiliszi                           | Grúzia              | 3 – 1        | Magyarország            | vb-selejtező       | -            |                            |
| 47.          | 2001. szeptember 5. | Budapest, Népstadion               | Magyarország        | 0 – 2        | Románia                 | vb-selejtező       | -            |                            |
| 48.          | 2001. október 6.    | Parma                              | Olaszország         | 1 – 0        | Magyarország            | vb-selejtező       | -            |                            |
| 49.          | 2001. november 14.  | Budapest, Megyeri úti Stadion      | Magyarország        | 5 – 0        | Macedónia               | barátságos         | -            | 53'                        |
| 50.          | 2002. március 27.   | Chișinău                           | Moldova             | 0 – 2        | Magyarország            | barátságos         | -            | 46'                        |
| 51.          | 2002. augusztus 21. | Budapest, Puskás Ferenc Stadion    | Magyarország        | 1 – 1        | Spanyolország           | barátságos         | -            |                            |
| 52.          | 2006. május 24.     | Budapest, Szusza Ferenc Stadion    | Magyarország        | 2 – 0        | Új-Zéland               | barátságos         | -            | 23'                        |
|              | Összesen            |                                    |                     | 52           | mérkőzés                |                    | 9            | gól                        |